# Harold Tejada
Harold Alfonso Tejada Canacue (ur. 27 kwietnia 1997 w Pitalito) – kolumbijski kolarz szosowy i torowy.

## Osiągnięcia

### Kolarstwo szosowe
Opracowano na podstawie:
2019
- 1. miejsce w mistrzostwach Kolumbii U23 (jazda indywidualna na czas)
- 1. miejsce w mistrzostwach Kolumbii U23 (start wspólny)
- 1. miejsce w klasyfikacji młodzieżowej Vuelta a la Independencia Nacional
- 1. miejsce na 7. etapie Tour de l’Avenir

### Kolarstwo torowe
Opracowano na podstawie:
2015
- 1. miejsce w mistrzostwach panamerykańskich juniorów (wyścig drużynowy na dochodzenie)
- 2. miejsce w mistrzostwach panamerykańskich juniorów (omnium)

## Rankingi

### Kolarstwo szosowe
| Rok              | 2019 | 2020 | 2021  | 2022 | 2023 | 2024 |
| ---------------- | ---- | ---- | ----- | ---- | ---- | ---- |
| World Ranking    | 567. | 507. | 1190. | 590. | 279. | 219. |
| UCI America Tour | 62.  | 35.  | 171.  | 53.  | 27.  | 26.  |
|                  |      |      |       |      |      |      |
| Źródło: UCI      |      |      |       |      |      |      |